# Pycnarmon orophila
Pycnarmon orophila là một loài bướm đêm trong họ Crambidae.